# Angraecum vesiculiferum
Angraecum vesiculiferum är en orkidéart som beskrevs av Rudolf Schlechter. Angraecum vesiculiferum ingår i släktet Angraecum och familjen orkidéer. Inga underarter finns listade i Catalogue of Life.